# François Brandt
François Antoine Brandt (Zoeterwoude, 29 de diciembre de 1874-Naarden, 4 de julio de 1949) fue un deportista neerlandés que compitió en remo. Participó en los Juegos Olímpicos de París 1900, obteniendo dos medallas, oro en dos con timonel y bronce en ocho con timonel.

## Palmarés internacional
| Representando al Equipo Mixto    |                 |                   |                  |
| Juegos Olímpicos                 |                 |                   |                  |
| Año                              | Lugar           | Medalla           | Prueba           |
| 1900                             | París (Francia) | Medalla de oro    | Dos con timonel  |
| Representando a los Países Bajos |                 |                   |                  |
| Juegos Olímpicos                 |                 |                   |                  |
| Año                              | Lugar           | Medalla           | Prueba           |
| 1900                             | París (Francia) | Medalla de bronce | Ocho con timonel |